# Konstancjusz i towarzysze
Konstancjusz i towarzysze (zm. pod koniec III wieku w Val Maira koło Cuneo) – rzymscy żołnierze legendarnej Legii Tebańskiej, męczennicy chrześcijańscy, święty Kościoła katolickiego.
Po decymacji Legionu w Agaunum, dzis. Saint-Maurice (Szwajcaria), przez Maksymiana niewielu żołnierzom udało się zbiec z miejsca pogromu.
Konstancjusz wraz z towarzyszami schronił się w Val Maira (dzisiejsze Villar San Costanzo), gdzie został zabity za wyznawanie wiary chrześcijańskiej. Wcześniej zdążył pochować swoich towarzyszy: Costantino, Dalmazzo, Desiderio, Isidoro, Olimpio, Ponzio, Teodoro (Teofryd, również Javredo lub Chiaffredo), Vittore i Magno.
Wspomnienie liturgiczne św. Konstancjusza obchodzone jest 18 września.
Wraz ze św. Teofrydem (Chiaffredo) jest patronem diecezji Saluzzo.